# Прескот
Прескот (на английски: Prescott) е град в окръг Явапай, щата Аризона, САЩ. Прескот е с население от 42 265 жители (2007) и обща площ от 96,6 km². Намира се на 1636 m надморска височина. ЗИП кодът му е 86300-86399, а телефонният му код е 928.